# Đại cường quốc

Bản đồ các Đại cường quốc trên thế giới:
Các Đại cường quốc là Thành viên thường trực Hội đồng Bảo an Liên Hợp Quốc (UN P5): Trung Quốc, Nga, Pháp, Anh và Siêu cường Hoa Kỳ.
Các Đại cường quốc không là thành viên của UN P5: Nhật Bản, Đức

Đại cường quốc (tiếng Anh: great power) (tiếng Pháp: le grand pouvoir) là một cấp độ trong hệ thống phân loại và xếp hạng các Cường quốc trên thế giới ngày nay, dùng để chỉ những quốc gia có chủ quyền có khả năng tạo ảnh hưởng của mình ở phạm vi toàn cầu. Những Đại cường quốc thường duy trì sức mạnh vượt trội về kinh tế, chính trị, quân sự, công nghệ và văn hóa. Sở hữu những thứ có thể khiến những quốc gia nhỏ hơn phải xem xét ý kiến của những Đại cường quốc trước khi tự mình hành động. Đại cường quốc là một cấp bậc gần với Siêu cường tiềm năng và chỉ đứng sau Siêu cường quốc hoàn chỉnh nhưng cao hơn so với Trung cường quốc - Cường quốc khu vực (Cường quốc bậc trung) - là nước ít có khả năng ảnh hưởng phạm vi toàn cầu mà chỉ tập trung chủ yếu ở một khu vực hay một châu lục cụ thể.
Sau thời kỳ Napoléon, người ta bắt đầu dùng từ "Đại cường quốc" như một khái niệm để chỉ những quốc gia có thế lực lớn ở châu Âu. Chẳng hạn như nhà sử học người Đức là Leopold von Ranke cho rằng một nước trở thành đại cường quốc sau khi đánh bại được mọi nước láng giềng. Vua Friedrich II Đại Đế, nhờ chiến thắng cuộc đấu tranh bảo vệ nước Phổ chống liên minh Áo – Pháp – Nga – Thụy Điển và phần lớn các nước trong Đế quốc La Mã Thần thánh, đã hoàn toàn đưa nước Phổ trở thành một trong những đại cường của châu Âu. Trên thực tế, kể từ sau khi ông chinh phạt tỉnh Silesia vào năm 1745, thì vương quốc của ông đã vươn lên thành đại cường quốc.

## Lịch sử

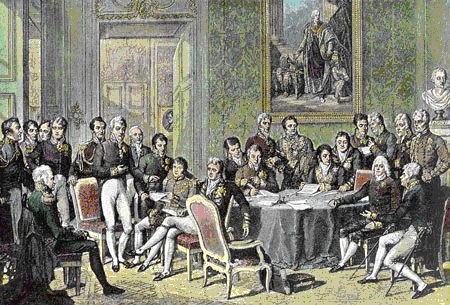
Hội nghị Viên, vẽ bởi Jean-Baptiste Isabey, 1819

Có nhiều quốc gia lớn mạnh từng tồn tại trong lịch sử; thực chất, trong thế kỷ 18, châu Âu có 5 cường quốc: Anh, Áo, Nga, Pháp và Phổ. Sau cuộc Chiến tranh Bảy Năm (1756–1763), vị thế của Anh và Pháp ở châu Âu suy giảm, trong khi Nga và Phổ trỗi dậy ở Đông Âu nhờ những thắng lợi quân sự của họ. Nga vốn đã vươn lên trở thành cường quốc kể từ khi Nga hoàng Pyotr Đại đế tiến hành cải cách và đánh bại Thụy Điển trong cuộc Đại chiến Bắc Âu (1700–1721). Năm 1725, một số người đã nhìn nhận Nga là cường quốc vì nước này làm chủ vùng biển Baltic. Dưới thời Elizaveta, Nga tham gia liên minh chống Phổ, cường quốc quân sự mạnh nhất châu Âu thời bấy giờ, trong cuộc Chiến tranh Bảy năm. Một số chiến thắng vang dội của quân đội Nga trước các lực lượng hùng hậu của Phổ, mà tiêu biểu là trận Kunersdorf, đã chứng tỏ ưu thế của Nga so với các đồng minh của mình là Áo, Thụy Điển và Pháp. Cho đến năm 1763, Nga đã được khẳng định là một cường quốc, dù cuộc chiến không mang lại cho họ một lãnh thổ mới nào. Tuy nhiên, quan niệm thời thế kỷ 18 đòi hỏi một cường quốc thực thụ phải đánh bại một nước khác mà không có sự hỗ trợ của một nước nào, vì vậy, Nga chỉ thực sự là cường quốc sau năm 1763, dưới thời Nữ hoàng Ekaterina II. Khi ấy, Nga giành được nhiều lãnh thổ trong 2 cuộc chiến với Đế quốc Ottoman. Đến năm 1790, với chính sách phòng ngự lãnh thổ của Ekaterina, quân đội Nga trở thành lực lượng quân sự lớn nhất Đông Âu.
Cũng trong thế kỷ này, vua Friedrich Wilhelm I của Phổ đã gầy dựng lực lượng quân sự tinh nhuệ cùng với bộ máy hành chính hiệu quả, dù Phổ không có được nguồn nhân lực và vật lực dồi dào như Nga. Tài thao lược của người kế tục ông, vua Friedrich Đại đế, đã tạo điều kiện cho Phổ vào hàng ngũ cường quốc. Mặc dù Friedrich đã giành được tỉnh Schlesien từ tay Áo sau thắng lợi của mình trong hai cuộc Chiến tranh Schlesien (1740–1745), thực lực của vương quốc vẫn còn non yếu. Trong cuộc Chiến tranh Bảy năm, nước Phổ lâm chiến với liên minh Nga, Áo (cùng hầu hết các vương hầu ở Đức), Pháp, Thụy Điển có nguồn nhân lực và tài lực áp đảo. Tuy vậy sự thay đổi chính sách ngoại giao của Nga năm 1762, đã loại bỏ nguy cơ thất bại cho Phổ, tài dụng binh của Friedrich Đại đế, kết hợp với sự bài bản của bộ máy hành chính và quân đội của Phổ, cùng với khoản viện trợ của Anh và việc khai thác tài nguyên ở Sachsen bị chiếm đóng là nhân tố chính yếu dẫn đến thắng lợi phòng ngự của Phổ trong cuộc chiến. Sự thật rằng Phổ tiếp tục chiến đấu vào thời điểm Nga rút khỏi liên minh là một minh chứng cho sự dai sức của họ. Vào thời điểm chiến tranh kết thúc năm 1763, không ai có thể chối cãi vai trò cường quốc của Phổ, chí ít là cường quốc quân sự. Người đương thời thán phục Friedrich Đại đế và các lực lượng hùng mạnh của ông, đồng thời, Phổ trở thành nhân tố không thể thiếu được trong nền ngoại giao châu Âu. Ngoài ra, sự thôn tính một phần lãnh thổ Ba Lan cũng nâng cao vị thế của Phổ trên chính trường châu Âu.
Trong khi ấy, vị thế của Pháp – do thảm bại trước quân đội Phổ do Friedrich Đại đế chỉ huy trong trận Roßbach, và trước Anh trong các trận chiến giành thuộc địa ở hải ngoại – bị sa sút. Uy tín quốc tế của Pháp bị tổn hại nghiêm trọng. Sự khủng hoảng chính trị của Pháp tạo nên suy nghĩ rằng nước này không còn là cường quốc. Nội bộ Pháp chia rẽ, với những thất bại cá nhân của các vua Louis XV và Louis XVI sau năm 1774. Trong khi liên minh giữa Phổ và Nga năm 1764 đã mang lại tình hình ổn định cho Phổ, liên minh này đặt nền tảng cho Nga cùng với Phổ xâm chiếm Ba Lan, một chư hầu cũ của Pháp. Việc tham chiến trong Chiến tranh Cách mạng Mỹ khiến Pháp càng suy yếu dưới bóng của Nga.
Tuy nhiên, thuật ngữ "cường quốc" mới chỉ được sử dụng nhiều trong ngôn ngữ học thuật bắt đầu từ Đại hội Viên năm 1815. Hội nghị thiết lập hòa bình tại châu Âu sau các cuộc chiến Napoleon. Hội nghị Viên có 5 cường quốc: Vương quốc Anh, Đế quốc Áo, Phổ, Nga và Pháp. Đây chính là 5 quốc gia hình thành nên những cường quốc đầu tiên theo nghĩa của thuật ngữ mà chúng ta hiểu ngày nay. Các quốc gia khác như Tây Ban Nha, Bồ Đào Nha và Thụy Điển cũng được tham khảo ý kiến nhưng không phải là thành viên đầy đủ. Hannover, Bayern, và Württemberg cũng được lấy ý kiến tham khảo các vấn đề liên quan tới Đức.
Trong 5 cường quốc tại Hội nghị Viên, chỉ còn Vương quốc Anh và Pháp còn giữ được vị thế cường quốc cho tới ngày nay, mặc dù Pháp bị đánh bại nhanh chóng trong cuộc Chiến tranh Pháp–Đức và bị chiếm đóng trong Thế chiến II. Sau Hội nghị Viên, Đế quốc Anh nổi lên như cường quốc nổi bật nhờ sự mở rộng lãnh thổ và sức mạnh của hải quân. Cán cân sức mạnh trở thành đề tài có tầm ảnh hưởng trong chính trị ở châu Âu. Qua thời gian, sức mạnh của các quốc gia này có những thay đổi, đầu thế kỷ XX chứng kiến sự nổi lên của cán cân quyền lực mới. Một vài quốc gia như Vương quốc Anh và Phổ vẫn duy trì tăng trưởng kinh tế và sức mạnh chính trị.
Các quốc gia khác, như Nga và Áo-Hung trở nên trì trệ. Trong khi đó, các quốc gia khác đang nổi lên và mở rộng sức mạnh nhờ quá trình công nghiệp hóa. Nổi bật nhất trong số đó là Nhật Bản sau thời kỳ Minh Trị Duy tân và Hoa Kỳ sau nội chiến, cả hai quốc gia này chỉ là cường quốc bậc trung hồi năm 1815. Tới những năm đầu của thế kỷ XX, cán cân sức mạnh thay đổi đáng kể, Liên quân tám nước là liên minh quân sự gồm 8 quốc gia chống lại cuộc Khởi nghĩa Nghĩa Hòa Đoàn ở Trung Quốc. Liên minh này thành lập năm 1900, gồm 5 cường quốc tại Hội nghị Viên cộng thêm Ý, Nhật Bản và Hoa Kỳ, đại diện cho những cường quốc hàng đầu thế kỷ 20.

### Cường quốc trong chiến tranh
Sự chuyển giao sức mạnh sau ra chủ yếu thông qua các cuộc xung đột, kết quả của Thế chiến I và Hiệp ước Versailles, St-Germain, và Trianon đã chứng kiến Vương quốc Anh, Pháp, Ý, Nhật Bản và Hoa Kỳ trở thành những nhà phán xét trật tự thế giới mới. Sau Thế chiến I, Đế quốc Đức bị đánh bại, Đế quốc Áo-Hung bị chia thành các quốc gia yếu và nhỏ bé hơn trong khi Đế quốc Nga bị chìm trong một cuộc cách mạng. Trong Hiệp ước Versailles, Anh, Pháp, Hoa Kỳ nắm giữ nhiều quyền lực và ảnh hưởng hơn Nhật Bản và Ý.

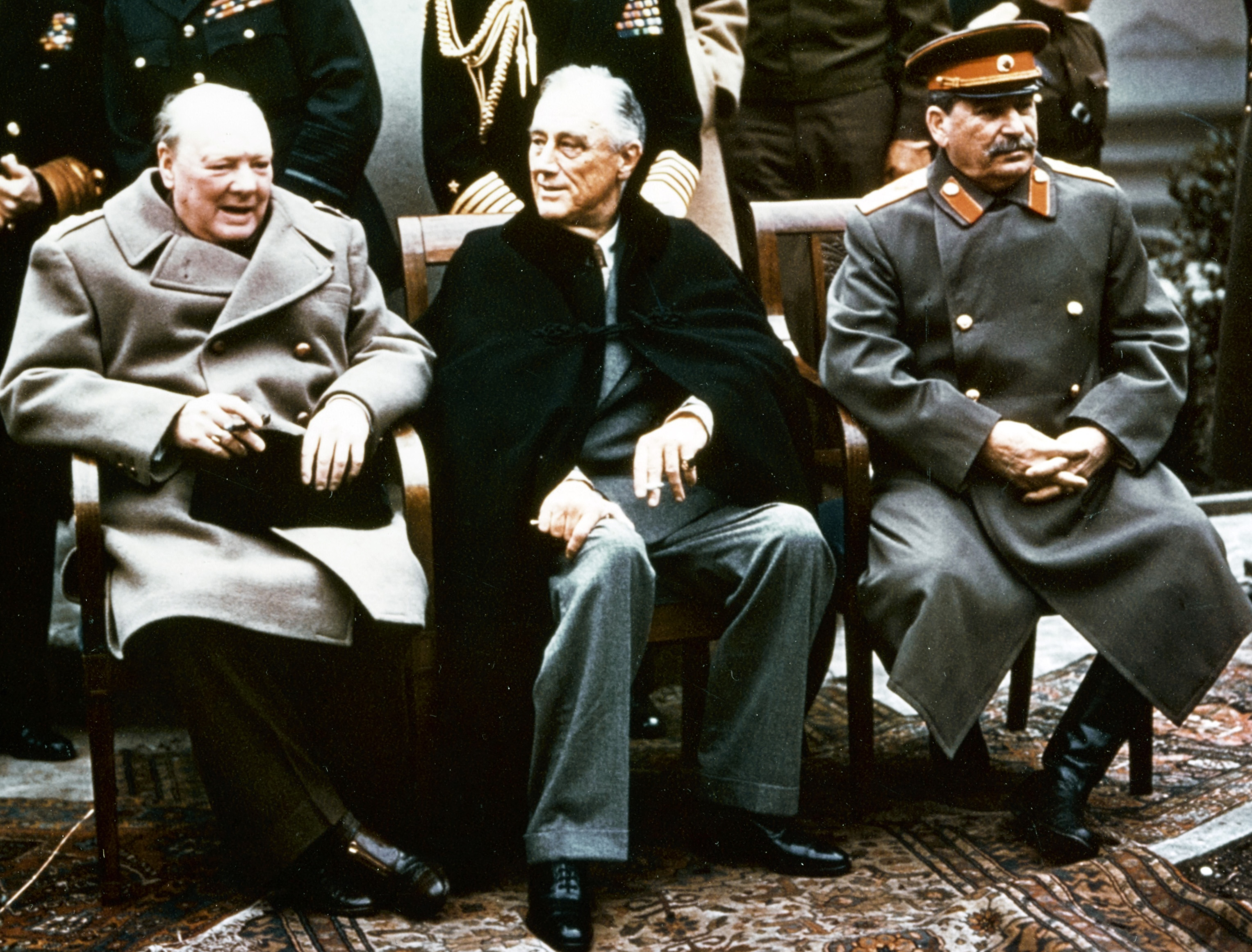
"Tam đại gia" tại Hội nghị Yalta: Winston Churchill, Franklin D. Roosevelt và Joseph Stalin

Khi Thế chiến II bùng nổ năm 1939, cuộc chiến được chia thành: phe Đồng minh (ban đầu gồm Anh và Pháp, sau đó là Liên Xô, Hoa Kỳ và Trung Quốc năm 1941) và phe Trục gồm Đức, Ý và Nhật Bản. Cuối Thế Chiến II, Hoa Kỳ, Liên Xô và nước Anh nổi lên như những người chiến thắng. Pháp và Trung Quốc cũng được công nhận là những kẻ thắng trận, các quốc gia này (Hoa Kỳ, Liên Xô, Anh, Trung Quốc, Pháp) chính là các cường quốc lớn mạnh nhất thời điểm đó, là những nhà phán xét trật tự thế giới và họ nắm giữ ghế thường trực của Hội đồng Bảo an Liên Hợp Quốc.
Sau chiến tranh, thuật ngữ "siêu cường" bắt đầu xuất hiện. Đây là thuật ngữ mô tả các quốc gia có sức mạnh và tầm ảnh hưởng bao trùm. Từ này được đưa ra bởi William T.R. Fox vào năm 1944, theo ông, có ba siêu cường là: Đế quốc Anh, Hoa Kỳ và Liên Xô. Tới cuối thập niên 1950, Đế quốc Anh mất vị thế siêu cường, siêu cường lúc này chỉ còn Hoa Kỳ và Liên Xô.
Trong thời Chiến tranh Lạnh, Nhật Bản và các quốc gia châu Âu như Anh, Pháp và Tây Đức xây dựng lại nền kinh tế. Pháp và Anh đến nay vẫn duy trì một lực lượng quân sự trang bị hiện đại với tiềm lực huy động mạnh và ngân sách quốc phòng lớn. Trung Quốc, với dân số lớn nhất thế giới, dần nổi lên trở thành siêu cường nhờ tốc độ tăng trưởng kinh tế cao và sức mạnh quân sự ngày càng gia tăng. Đến thập niên 1970, Trung Hoa Dân Quốc mất sự công nhận là chính quyền hợp pháp của Trung Quốc. Đến năm 1971 thì Cộng hòa Nhân dân Trung Hoa chính thức thay thế vị trí thành viên thường trực Hội đồng Bảo an Liên Hợp Quốc của Trung Hoa Dân Quốc.

### Sau chiến tranh Lạnh
Hiện nay, Hoa Kỳ, Anh, Pháp, Nga và Trung Quốc được xem là các cường quốc mặc dù thực chất không có sự nhất trí hay định nghĩa về thế nào là cường quốc. Đây là 5 quốc gia có ghế thường trực tại Hội đồng Bảo an Liên Hợp Quốc và cũng là 5 quốc gia được công nhận sở hữu vũ khí hạt nhân theo Hiệp ước không phổ biến vũ khí hạt nhân. Dù không có ghế thường trực tại Hội đồng Bảo an, Đức và Nhật Bản cũng được coi là các cường quốc bởi sức mạnh kinh tế và công nghệ.
Sau khi Liên Xô tan rã, ghế thường trực tại Hội đồng Bảo an được chuyển cho Liên bang Nga năm 1991, với tư cách là nhà nước kế tục. Sự tan rã của Liên Xô đưa Hoa Kỳ trở thành siêu cường duy nhất trên thế giới cho tới ngày nay. Nhưng kể từ năm 2008, khi kinh tế thế giới cùng Mỹ trên đà lao dốc, Trung Quốc đã nổi lên dần với mong muốn trở thành siêu cường của thế giới, và điều này đang đe dọa vị trí số một của Mỹ trên toàn cầu.
==Các cường quốc theo thời gian==
| 1815               | 1878            | 1900             | 1919             | 1938               | 1946               | 2000          |  |  |
| Đế quốc Áo         | Áo-Hung         | Áo-Hung          |                  |                    |                    |               |  |  |
| Đế quốc Anh        | Đế quốc Anh     | Đế quốc Anh      | Đế quốc Anh      | Liên hiệp Anh      | Liên hiệp Anh      | Liên hiệp Anh |  |  |
| Nhà Thanh          |                 |                  |                  | Trung Hoa Dân Quốc | Trung Hoa Dân Quốc | Trung Quốc    |  |  |
| Bourbon phục hoàng | Pháp            | Pháp             | Pháp             | Pháp               | Pháp               | Pháp          |  |  |
| Vương quốc Phổ     | Đế quốc Đức     | Đế quốc Đức      |                  | Đức Quốc xã        |                    | Đức           |  |  |
|                    | Vương quốc Ý    | Vương quốc Ý     | Vương quốc Ý     | Vương quốc Ý       |                    |               |  |  |
|                    |                 | Đế quốc Nhật Bản | Đế quốc Nhật Bản | Đế quốc Nhật Bản   |                    | Nhật Bản      |  |  |
| Đế quốc Nga        | Đế quốc Nga     | Đế quốc Nga      |                  | Liên Xô            | Liên Xô            | Nga           |  |  |
| Đế quốc Ottoman    | Đế quốc Ottoman | Đế quốc Ottoman  |                  |                    |                    |               |  |  |
|                    |                 | Hoa Kỳ           | Hoa Kỳ           | Hoa Kỳ             | Hoa Kỳ             | Hoa Kỳ        |  |  |